# Groupement de Recherche et d’Etudes en Gestion à HEC Paris
El Groupement de Recherche et d’Etudes en Gestion à HEC Paris (GREGHEC) es un laboratorio de investigación conjunto CNRS - HEC Paris. Está ubicado en el campus de HEC en Jouy-en-Josas.
GREGHEC es uno de los mayores laboratorios conjuntos de investigación en el ámbito de la economía y la gestión en Francia.

## Detalles
El centro forma parte tanto del Centro Nacional para la Investigación Científica como de HEC Paris. Se encuentra en Jouy-en-Josas. Alrededor de 60 estudiantes están matriculados en clases durante los títulos de doctorado del año escolar. El centro reúne 120 facultades. El laboratorio GREGHEC basa su investigación en torno a la gestión y también realiza varios estudios interdisciplinares. La investigación se centra en particular en la economía y las ciencias de la gestión.
El centro cuenta con varios programas para estudiantes de pregrado y posgrado, así como para profesores, para promover el concepto de economía. Varias iniciativas que el centro ha puesto en marcha han sensibilizado tanto a la economía como a la gestión tanto en la comunidad de Jouy-en-Josas como en todo el país.